# 静岡県道11号熱海函南線
静岡県道11号熱海函南線（しずおかけんどう11ごう あたみかんなみせん）は、静岡県熱海市から田方郡函南町に至る県道（主要地方道）である。

## 概要
熱海市と函南町を結ぶ県道で、標高617 mの熱海峠を越える旧道と、全長1268 mの鷹ノ巣山トンネルを通過する新道で構成される。新道区間は、静岡県道路公社の管理運営による有料道路（普通車通行料300 円）だったが、1997年（平成9年）に無料化された。
函南町側の旧道は1車線区間も長く道幅も細い。また外灯も少なく植林に覆われ昼でも薄暗い。熱海市側は急坂になっているため、しばしば、フットブレーキの使いすぎによる過熱で、ベーパーロック現象を起こした自動車が重大死傷事故を起こしている。よって、それを防止するために、エンジンブレーキを使って坂を降りるようにとの、注意を促す標識が沿道に散見される。
また、下り坂区間にはブレーキ故障車用の待避所が数か所設けられている。

### 路線データ
- 起点： 熱海市中央町（中央町交差点、国道135号交点）
- 終点： 田方郡函南町塚本（大場川南交差点、国道136号交点）

## 歴史
- 1993年（平成5年）5月11日 - 建設省から、県道熱海函南線が熱海函南線として主要地方道に指定される[1]。

## 路線状況

### 別名
- 熱海街道
- 熱函道路新道区間
- 熱函街道
- あたみ梅ライン（急坂区間）

### 重複区間
- 静岡県道20号熱海箱根峠線（熱海市中央町 - 熱海市福道町・福道町交差点、0.8 km）
- 静岡県道104号来の宮停車場線（熱海市福道町、91 m）
- 静岡県道20号熱海箱根峠線（熱海市熱海字笹尻・笹尻交差点 - 田方郡函南町桑原、2.8 km）旧道区間
- 静岡県道135号田原野函南停車場線（田方郡函南町丹那 - 田方郡函南町平井、3.9 km）
- 静岡県道136号函南停車場反射炉線（田方郡函南町平井、1.1 km）
- 国道136号（田方郡函南町間宮 - 田方郡函南町塚本、1.3 km）

## 地理

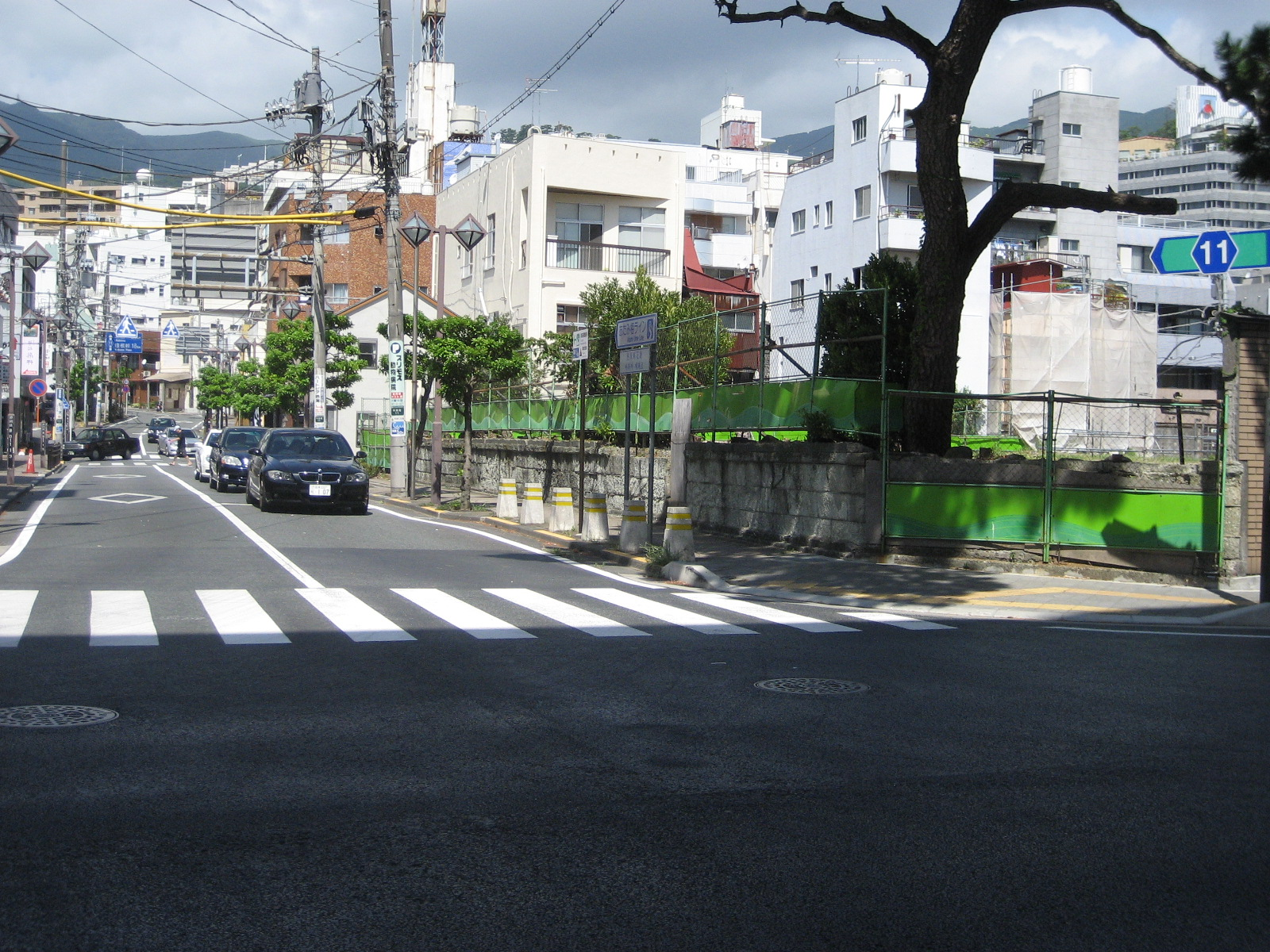
起点

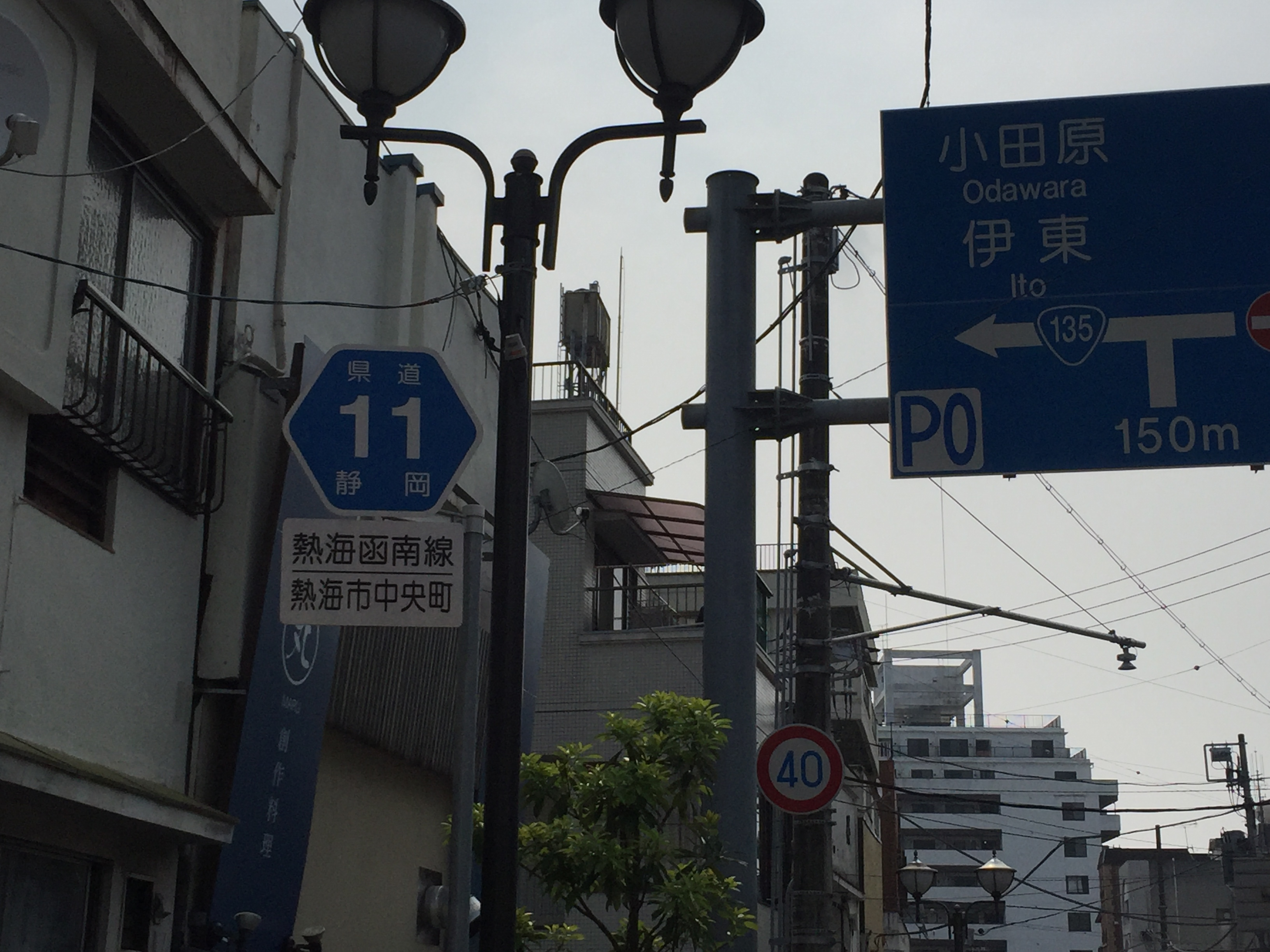
県道番号標示（熱海市中央町）

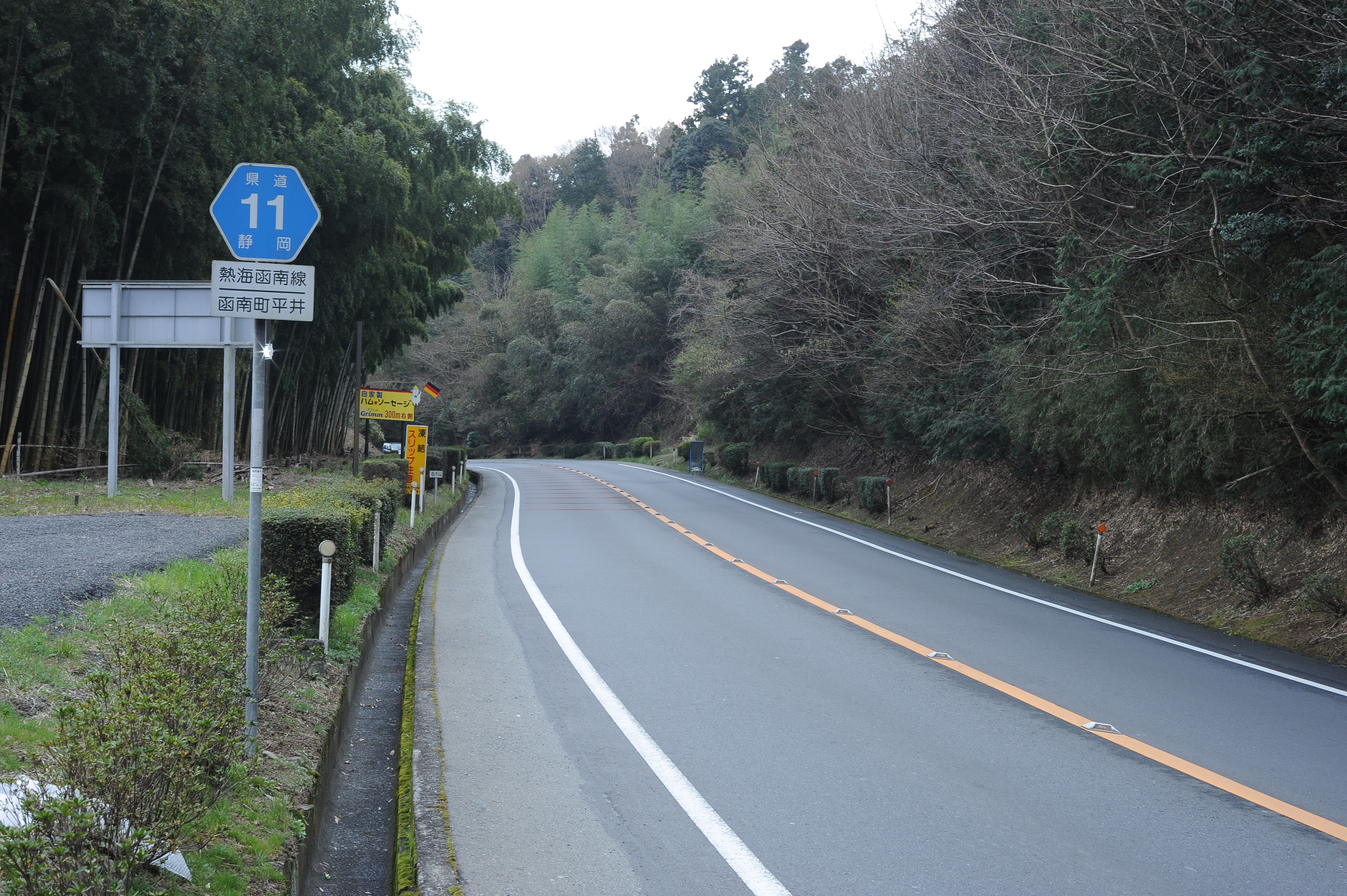
函南町丹那

### 通過する自治体
- 熱海市
- 田方郡函南町

### 交差する道路
- 国道135号（熱海市中央町・中央町交差点、起点）
- 静岡県道20号熱海箱根峠線（熱海市福道町・福道町交差点）
- 静岡県道11号熱海函南線 旧道・静岡県道20号熱海箱根峠線（熱海市熱海・笹尻交差点）
- 静岡県道135号田原野函南停車場線（田方郡函南町畑）
- 静岡県道135号田原野函南停車場線（田方郡函南町丹那）
- 静岡県道11号熱海函南線 旧道（田方郡函南町平井・平井交差点）
- 静岡県道135号田原野函南停車場線（田方郡函南町平井・函南駅入口）
- 静岡県道136号函南停車場反射炉線（田方郡函南町平井）
- 国道136号（田方郡函南町大土肥・熱函入口交差点）
- 国道136号（田方郡函南町間宮・大場川南交差点、終点）

旧道
- 静岡県道11号熱海函南線・静岡県道20号熱海箱根峠線（熱海市熱海・笹尻交差点）
- 静岡県道20号熱海箱根峠線（田方郡函南町桑原）
- 静岡県道11号熱海函南線（田方郡函南町平井・平井交差点）桑原